# 阿敏塔斯一世
阿敏塔斯一世 （希臘語：Ἀμύντας Aʹ，約前540年－前498年）為馬其頓王國的國王，乃阿爾塞塔斯一世之子。他與一名喚作歐律狄刻（Eurydice）結婚並育有兒子亞歷山大。 
阿敏塔斯為波斯王大流士一世的附庸。而馬其頓王國的歷史可能得從他開始算起，因為他是第一個與其他國家建立關係的馬其頓統治者，加入了雅典的希庇亞斯之同盟，而當希庇亞斯被雅典人驅逐時，阿敏塔斯打算將塞爾邁灣的安瑟摩斯給希庇亞斯統治。不過希庇亞斯拒絕接受安瑟摩斯及色薩利提供的伊奧科斯，這或許是因為阿敏塔斯當時也許尚未佔有安瑟摩斯，僅是向希庇亞斯建議合作佔領該區。